# Saint-Just-près-Brioude
Saint-Just-près-Brioude è un comune francese di 431 abitanti situato nel dipartimento dell'Alta Loira della regione dell'Alvernia-Rodano-Alpi.

## Società

### Evoluzione demografica
Abitanti censiti